# 856
856 foi um ano bissexto do século IX, que teve início a uma quarta-feira e terminou a uma quinta-feira, no Calendário juliano. As suas letras dominicais foram E e D.
| Ano completo                           |
| -------------------------------------- |
| Ano bissexto com início à quarta-feira |

## Eventos
- Ano do Rato de Fogo começa em janeiro (Zodíaco chinês).
- Etelbaldo rouba o trono de Wessex de seu pai Etelvulfo
- Em novembro, um terremoto em Corinth, Grécia, mata aproximadamente 45000 pessoas
- Em 22 de dezembro, outro terremoto mortal ataca Dangã, Irã, matando 200000 pessoas.
- Bardas torna-se regente do imperador bizantino Miguel III, o Ébrio
- Ordonho I de Astúrias diz ter recomeçado o repovoamento da cidade de Leão

## Mortes
- 4 de fevereiro - Rábano Mauro, bispo de Mogúncia